# 萊昂德羅·特羅薩德
李安度·托沙特（荷蘭語：Leandro Trossard；1994年12月4日—），比利時足球運動員，司職翼鋒，現效力英超球會兵工廠。代表比利時國家足球隊參加國際比賽。

## 俱樂部生涯
特羅薩德出生於1994年，他在2010年便加入了比甲球隊亨克的青訓營，但是直到2012年他才作為替補在比甲聯賽出場。
在特羅薩德職業生涯的早期，一線隊的出場機會非常有限，他多次被外租，兩次效力於洛默爾，另外還有兩次分別效力於韋斯達路和奧哈瓦里。
在洛默爾度過了一次成功的階段，在比甲B聯賽86場比賽中攻入40球。
18/19賽季，特羅薩德在比甲打入14球送出7次助攻，每131分鐘創造一粒進球，並在11場歐聯杯比賽中打入8球送出三次助攻。
特羅薩德幫助亨克在2018–19年賽季獲得了他們8年來的第一次聯賽冠軍。賽季快結束時，特羅薩德被授予隊長袖標。
2019年6月，英超球隊布萊頓官方宣佈，亨克邊鋒特羅薩德加盟球隊，雙方簽約4年。
2023年1月，英超球隊阿森納官方宣布，布萊頓前鋒特羅薩德加盟球隊 。並在阿仙奴對曼聯的比賽後備上陣，完成他的處子戰。

## 國家隊生涯
他代表比利時從16歲以下青年隊一直徵戰到21歲以下青年隊，並且兩次被羅拔圖·馬天尼斯徵召進入國家隊。
2021年3月30日，比利時主場與白俄羅斯的2022年世界盃預選賽，特羅薩德取得了進球，這是他在比利時國家隊的首個入球。

## 榮譽

### 球會
亨克
- 比利時甲組聯賽A冠軍：2018–19
- 比利時盃冠軍：2012–13

韋斯達路
- 比利時足球乙級聯賽冠軍：2013–14

 兵工廠
- 英格蘭社區盾冠軍：2023年[7]

## 外部連結
- Soccerway資料庫：萊昂德羅·特羅薩德
- 莱安德罗·特罗萨德 （页面存档备份，存于）在比利时足协官网中的国家队档案
- 萊昂德羅·特羅薩德－UEFA國際賽競賽紀錄